# Andrea Sansovino
Andrea Sansovino, właśc. Andrea Contucci (ur. ok. 1467 w Monte San Savino, zm. w 1529 tamże) – włoski rzeźbiarz i architekt.
Działał głównie we Florencji i w Rzymie. Przebywał także w Loreto, gdzie był naczelnym budowniczym bazyliki. Podróżował do Portugalii. W Rzymie słynny jest jego nagrobek przyścienny kardynała Ascania Sforzy (1505), który silnie oddziaływał na rzeźbę w Polsce. Andrea Sansovino był mistrzem dla Jakuba Sansovino, na którego rozwój artystyczny wywarł ogromny wpływ. Kunsztowność artystyczną Andrei Sansovino docenił Giorgio Vasari, który nie opisał artysty w swoim dziele pt. Żywoty najsławniejszych malarzy, rzeźbiarzy i architektów, tylko poświęcił mu osobny żywot.

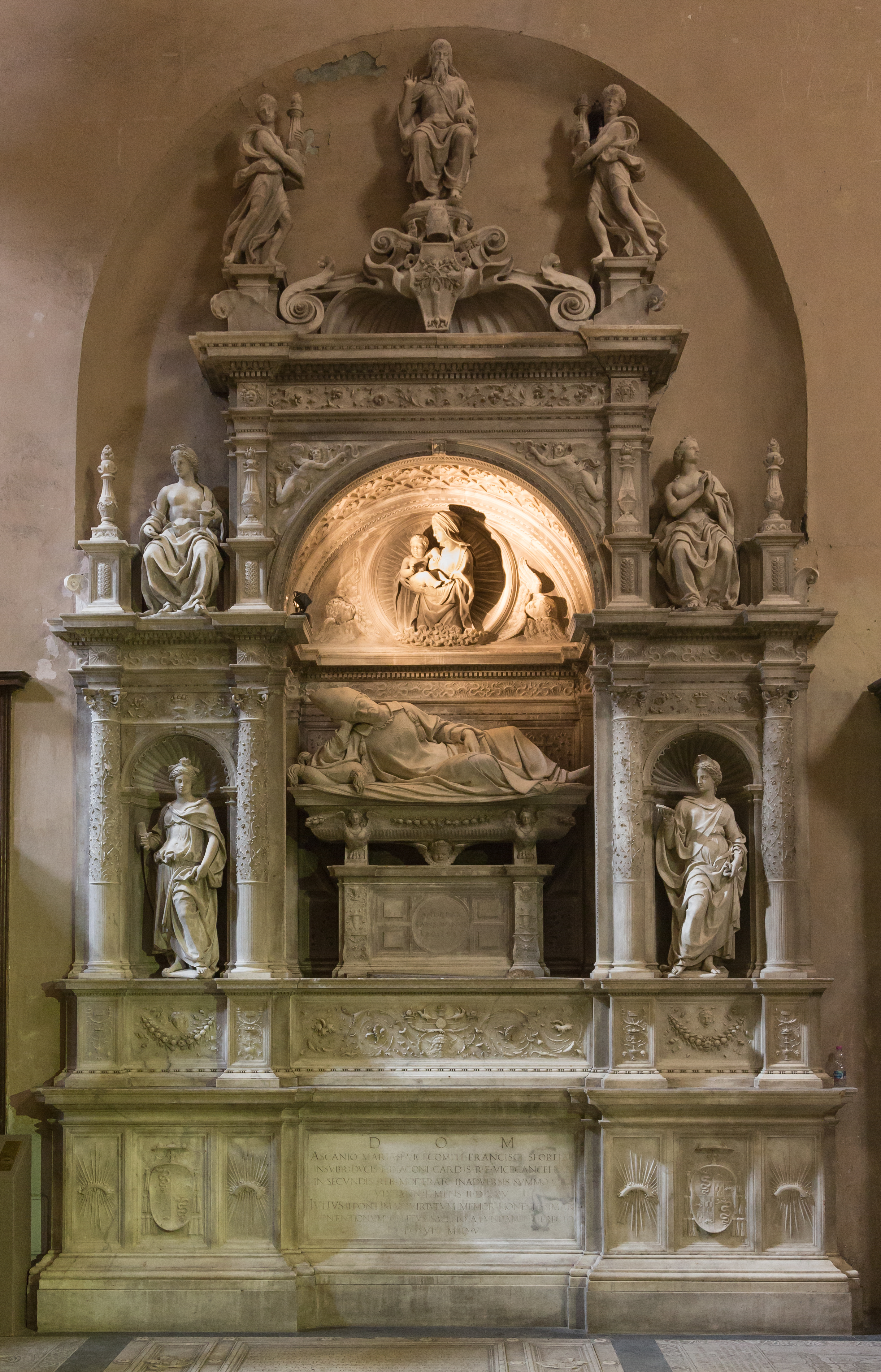
Nagrobek kardynała Ascania Sforzy, Rzym

Od jego nazwiska pochodzi określenie poza sansovinowska, które odnosi się do przedstawienia na nagrobku postaci zmarłego z podniesionym lekko korpusem i zgiętymi kończynami, zwykle skrzyżowanymi nogami, czasem też głową podpartą ręką. Poza ta, wykorzystana w jego nagrobkach kardynalskich w rzymskiej bazylice Santa Maria del Popolo, stała się bardzo popularna (również w Polsce, np. w nagrobkach królów Zygmunta Starego i Zygmunta Augusta w kaplicy Zygmuntowskiej na Wawelu). Sansovino zaczerpnął ją ze starożytnych sarkofagów etruskich i rzymskich.